# Algimantas Dailidė
Algimantas Mykolas Dailidė, född 12 mars 1921 i Kaunas, Litauen, död 2015, var en litauisk nazikollaboratör. En litauisk domstol dömde honom 2006 för kollaboration med Nazityskland och delaktighet i judeförföljelser i bland annat Vilnius getto. Dailidė slapp dock fängelsestraff på grund av sin höga ålder och för att han, enligt domstolen, inte ansågs utgöra något hot mot samhället.

## Bakgrund
I andra världskrigets inledningsskede placerade Sovjetunionen militära styrkor i Litauen, och den 15 juni 1940 invaderade sovjetiska styrkor landet. En kortlivad litauisk regering upprättades och styrde fram till den 3 augusti samma år, då Litauen införlivades med Sovjetunionen. 
Den 22 juni 1941 inledde Nazityskland angreppet på Sovjetunionen, Operation Barbarossa, och dagen därpå utropade staten Litauen sin självständighet. Den 24 juni bildades en litauisk regering med Juozas Ambrazevičius som premiärminister. Successivt förlorade dock regeringen sin makt, och den 5 augusti 1941 valde den att upplösa sig själv. Förintelsen i Litauen hade inletts redan den 25 juni, då bataljoner ur Einsatzgruppe A följde i Wehrmachts spår. Den tyska ockupationsmakten bistods i folkmordet på judarna av lokala milisstyrkor och nationalistiska beväpnade grupper. Litauiska partisaner skall enligt en rapport den 30 juni under endast några dagar ha dödat flera tusen judar. Från juni till november 1941 mördades cirka 136 000 judar i Litauen, varav merparten genom massarkebuseringar i bland annat Paneriai. Från 1941 till 1944 skall enligt beräkningar cirka 200 000 av Litauens judar ha förintats.

## Dailidės delaktighet
Efter Nazitysklands invasion av Baltikum 1941 anslöt sig Dailidė till Litauens säkerhetspolis, Saugumas, som samarbetade med den nazityska ockupationsmakten. I slutet av 1941 utsågs Aleksandras Lileikis till chef för Saugumas, och Dailidė, som dittills endast handhaft administrativa ärenden, fick rätt av bära vapen och kommenderades ut på fältet i området kring Vilnius. Saugumas skall ha mördat omkring 30 000 judar under andra hälften av 1941, men Dailidė förnekade i domstolsförhör kategoriskt kännedom om detta. Dailidė skall även ha deltagit i likvideringen av gettot i Vilnius i september 1943, då tiotusentals judar dukade under. 

## Efter kriget
Dailidė flydde från Litauen till Tyskland 1944, och vidare till USA 1950. Under sin tid i USA talade Dailidė aldrig om sin anställning vid den litauiska säkerhetspolisen utan påstod att han endast hade tjänstgjort som "skogvaktare". Senare under 1950-talet blev Dailidė amerikansk medborgare och slog sig så småningom ned i Ohio i nordöstra USA. 
I början av 1990-talet blev Saugumas arkiv i Litauen tillgängligt, och 1993 kallades Dailidė till förhör hos Office of Special Investigations (OSI) om sin ställning inom Saugumas samt delaktighet i Förintelsen. OSI sökte därefter få Dailidės amerikanska medborgarskap indraget.

## Rättegång
2006 ställdes, den då 85-årige, Algimantas Dailidė inför rätta vid en domstol i Vilnius. Dailidė påstod, att han själv endast handhaft administrativa uppgifter, men åklagarsidan kunde bevisa att han i källaren till fängelset i Lukiskes genomfört hårdhänta intervjuer med judar och misstänkta motståndsmän samt att han haft full insyn i Saugumas mordiska verksamhet. Domstolen fällde honom enligt flera av åtalspunkterna, bland annat för att ha sökt upp, gripit och överlämnat judar till Einsatzkommando 3 inom Einsatzgruppe A, men menade att Dailidė inte kan dömas till fängelse på grund av sin höga ålder och för att han inte anses utgöra något samhälleligt hot.
Dr. Efraim Zuroff från Simon Wiesenthalcentret har officiellt beklagat domstolens beslut att Dailidė skall undgå straff.
Algimantas Dailidė bodde vid sin död i Tyskland.

### Webbkällor
- United States of America v. Algimantas Dailide

### Fotnoter
1. ↑  Einsatzgruppen Archives Arkiverad 19 juni 2008 hämtat från the Wayback Machine.. Operational Situation Report USSR No. 8.
2. ↑  Porat, Dina, ”The Holocaust in Lithuania: Some Unique Aspects”, The Final Solution: Origins and Implementation. Edited by David Cesarani. London: Routledge 2002, s. 161. ISBN 0415152321
3. ↑  ”Simon Wiesenthal Center denounces refusal by Lithuanian court to punish convicted Nazi war criminal Dailide”. Simon Wiesenthal Center News Items.